# خطوط كوبان الجوية
خطوط كوبان الجوية - هي شركة طيران مقرها كراسنودار في روسيا ، اسمها يأتي من مقاطعة كوبان في جنوب روسيا.

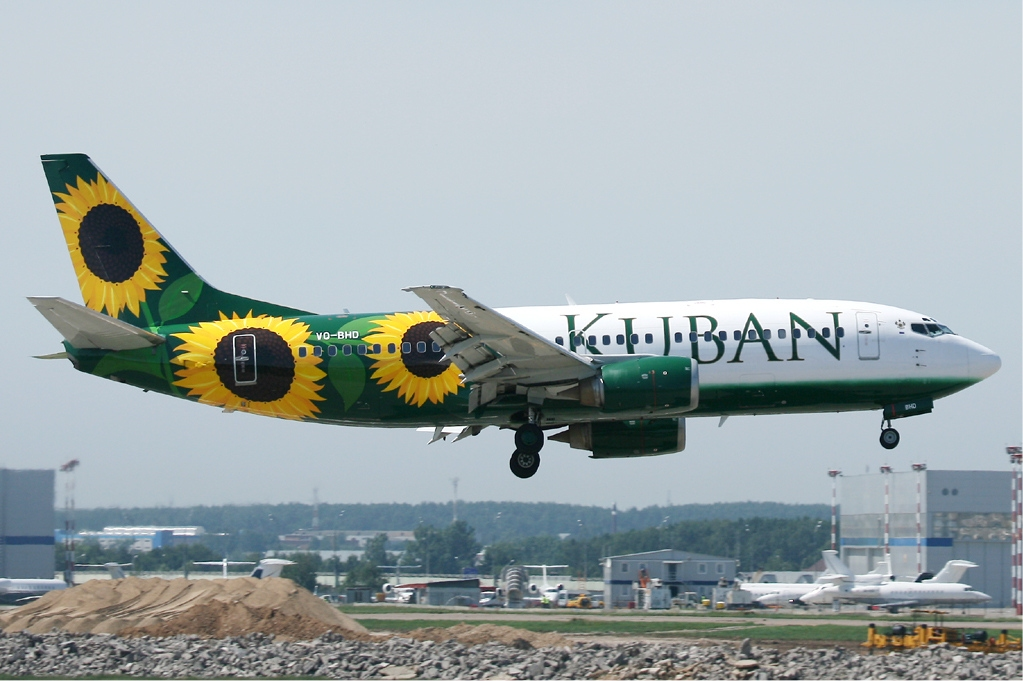

## الموقع الرسمي
- http://www.kuban.aero/